# Clementino Venceslau da Saxónia
Clementino Venceslau da Saxónia (28 de Setembro de 1739 - 27 de Julho de 1812) foi um príncipe da Alemanha da Casa de Wettin e arcebispo-eleitor de Tréveris entre 1768 e 1803, príncipe-bispo de Freising entre 1763 e 1768, príncipe-bispo de Regensburg entre 1763 e 1769 e o príncipe-bisco de Augsburg entre 1768 e 1812.

## Biografia
Clementino Venceslau era o nono filho do príncipe-eleitor Frederico Augusto III da Saxónia que era também rei da Polónia. Em 1760 mudou-se para Viena onde ingressou no exército da Áustria com a patente de marechal-de-campo. Participou na Batalha de Torgau a 3 de Novembro de 1760, mas decidiu que a guerra não era a sua vocação e preferiu dedicar-se à vida religiosa. A 18 e 27 de Abril de 1763 foi eleito bispo de Freising e Regensburg, respectivamente, mas acabaria por trocar estas dioceses pela posição de arcebispo-eleitor de Tréveris e príncipe-bispo de Augsburg em Fevereiro e Agosto de 1768, respectivamente, na qual era já coadjutor desde 1764.
Na sua posição de arcebispo-eleitor, Clementino Venceslau melhorou muito a educação pública e várias organizações não lucrativas para a educação e prosperidade no geral. Em 1783, publicou um decreto de tolerância. Tinha uma opinião mista no que dizia respeito a assuntos espirituais. Permitiu que os jesuítas permanecessem em Tréveris depois de abolir a sua ordem, protestou contra as reformas radicais do seu primo, o imperador José II, e acabou com várias procissões e feriados. Apesar de ser uma pessoa modesta com gostos simples, renovou o Ehrenbreitstein, transformando-o num palácio e residência magnifico. Construiu um teatro em Coblença e encorajou a música na arquidiocese. Clemente gostava de caçar e construiu uma residência de caça em Kärlich, apesar de se opor a várias formas de caça que considerava cruéis.
Quando rebentou a Revolução Francesa no final do século XVIII, Clemente Venceslau ficou preocupado. Acabou com todas as reformas e deu início a um período mais severo da sua governação. Ofereceu refugio a membros da família real francesa (ao seu Luís XVI e ao seu sobrinho) e permitiu que Coblença se tornasse o centro da monarquia francesa. Tanto ele como o seu estado foram profundamente afectados pelas forças revolucionárias francesas. Devido ao Tratado de Lunéville de 1801, Clementino perdeu todas as terras do eleitorado a ocidente do Reno, ficando apenas com alguns pequenos territórios que pertenciam a Tréveris. Em 1803 acabaria também por perder os restantes territórios, assim como o principado de Augsburg e a Abadia de Ellwangen, que foram secularizados e anexados ao principado de Nassau-Weilburg, ao eleitorado da Baviera e ao ducado de Württemberg. Clemente Venceslau passou a receber uma pensão de 100,000 florins e mudou-se para Augsburg, onde morreu na residência de episcopal de Marktoberdorf, em Allgäu, em 1812. Encontra-se sepultado nesse mesmo local.
A sua sobrinha-neta, a arquiduquesa Maria Clementina da Áustria, recebeu o nome em sua honra. A arquiduquesa Maria Clementina era filha do imperador Leopoldo II da Áustria e da princesa Maria Luísa de Espanha, filha da sua irmã, a princesa Maria Amália da Saxónia.

## Genealogia
| Clementino Venceslau da Saxónia | Pai: Augusto III da Polónia  | Avô paterno: Augusto II da Polónia                       | Bisavô paterno: João Jorge III da Saxónia                          |
| Clementino Venceslau da Saxónia | Pai: Augusto III da Polónia  | Avô paterno: Augusto II da Polónia                       | Bisavó paterna: Madalena Sibila de Brandenburg-Bayreuth            |
| Clementino Venceslau da Saxónia | Pai: Augusto III da Polónia  | Avó paterna: Cristiana Everadina de Brandenburg-Bayreuth | Bisavô paterno: Cristiano Ernesto, Marquês de Brandenburg-Bayreuth |
| Clementino Venceslau da Saxónia | Pai: Augusto III da Polónia  | Avó paterna: Cristiana Everadina de Brandenburg-Bayreuth | Bisavó paterna: Sofia Luísa de Württemberg-Winnental               |
| Clementino Venceslau da Saxónia | Mãe: Maria Josefa da Áustria | Avô materno: José I, Sacro Imperador Romano-Germânico    | Bisavô materno: Leopoldo I, Sacro Imperador Romano-Germânico       |
| Clementino Venceslau da Saxónia | Mãe: Maria Josefa da Áustria | Avô materno: José I, Sacro Imperador Romano-Germânico    | Bisavó materna: Leonor Madalena de Neuburgo                        |
| Clementino Venceslau da Saxónia | Mãe: Maria Josefa da Áustria | Avó materna: Guilhermina Amália de Brunsvique-Luneburgo  | Bisavô materno: João Frederico de Brunsvique-Luneburgo             |
| Clementino Venceslau da Saxónia | Mãe: Maria Josefa da Áustria | Avó materna: Guilhermina Amália de Brunsvique-Luneburgo  | Bisavó materna: Benedita Henriqueta do Palatinado-Simmern          |